# Kograf
Kograf (ang. cograph, P4-free graph) – graf, który można zbudować z pojedynczych wierzchołków za pomocą operacji złączenia oraz sumowania grafów. Złączenie grafów G i F to graf powstały poprzez połączenie wszystkich wierzchołków grafu G z wszystkimi wierzchołkami grafu F, przy zachowaniu wewnętrznej budowy grafów G i F. Natomiast operacja sumy grafów to zwykłe sumowanie zbiorów krawędzi i wierzchołków.
Kografy można wygodnie reprezentować za pomocą kodrzewa (ang. cotree), którego liśćmi są wierzchołki grafów, natomiast węzły wewnętrzne drzewa reprezentują operację złączenia (1) i sumowania (0).

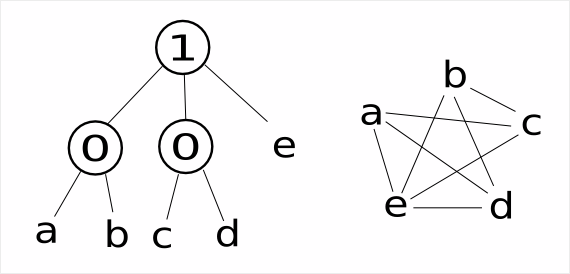
Kograf wraz z kodrzewem.

## Własności kografów
- średnica mniejsza od 3.
- nie zawierają ścieżki P4 jako podgrafu, stąd druga nazwa tej klasy grafów: P4-free.
- każdy podgraf indukowany kografu jest kografem.
- budowanie kodrzewa można wykonać w czasie liniowym.